# (6136) Gryphon
(6136) Gryphon – planetoida z pasa głównego asteroid okrążająca Słońce w ciągu 5 lat i 94 dni w średniej odległości 3,02 j.a. Została odkryta 22 grudnia 1990 roku. Przed nadaniem nazwy planetoida nosiła oznaczenie tymczasowe (6136) 1990 YH.